# Teorema de Siegel–Walfisz

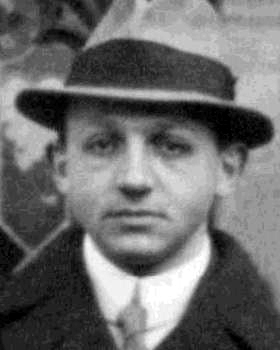
Arnold Walfisz, 1920, Gotinga

En teoría analítica de números, el teorema de Siegel–Walfisz fue obtenido por Arnold Walfisz como una aplicación del teorema de Carl Ludwig Siegel a números primos en progresión aritmética.

## Enunciado del teorema de Siegel–Walfisz
Se define
{\displaystyle \psi (x;q,a)=\sum _{n\leq x \atop n\equiv a{\pmod {q}}}\Lambda (n),}
donde {\displaystyle \Lambda } denota la función de von Mangoldt y φ es la función indicatriz de Euler.
El teorema expresa que dado cualquier número real N existe una constante positiva CN dependiente únicamente de N tal que
{\displaystyle \psi (x;q,a)={\frac {x}{\varphi (q)}}+O\left(x\exp \left(-C_{N}(\log x)^{\frac {1}{2}}\right)\right),}
siempre que (a, q) = 1 y
{\displaystyle q\leq (\log x)^{N}.}

## Observaciones
La constante CN no es efectiva computacionalmente porque el teorema Siegel es inefectivo.
Del teorema se puede deducir la siguiente forma del teorema de los números primos para progresiones aritméticas: Si, para (a,q)=1, mediante {\displaystyle \pi (x;q,a)} denotamos el número de primos menor o igual a x que son congruentes con a mod q, entonces
{\displaystyle \pi (x;q,a)={\frac {{\rm {Li}}(x)}{\varphi (q)}}+O\left(x\exp \left(-{\frac {C_{N}}{2}}(\log x)^{\frac {1}{2}}\right)\right),}
donde N, a, q, CN y φ son como en el teorema, y Li denota la integral logarítmica desplazada.